# Rathaus d'Ulm
El Rathaus d'Ulm o Ajuntament d'Ulm és un dels monuments arquitectònics més destacats de la ciutat d'Ulm, sobretot pels murals de la façana i un rellotge astronòmic. La seva complexa història de construcció que consta de tres components diferents, es va iniciar al segle XIV. El seu aspecte actual es remunta essencialment al Renaixement primerenc.

## Història

### Gewandhaus
La part més antiga de l'ajuntament d'Ulm era un edifici (després enderrocat) a la zona de l'ala nord actual de l'ajuntament. L'any 1357 es coneixia com la "Gewandhaus" i el 1362 com la "Gran Botiga". A part del ferro i la sal, un focus principal del comerç d'Ulm en aquesta època eren els manufacturats tèxtils, especialment el fustany. L'any 1369 els basters també van rebre el dret de vendre-hi les seves mercaderies.

### Nous grans magatzems

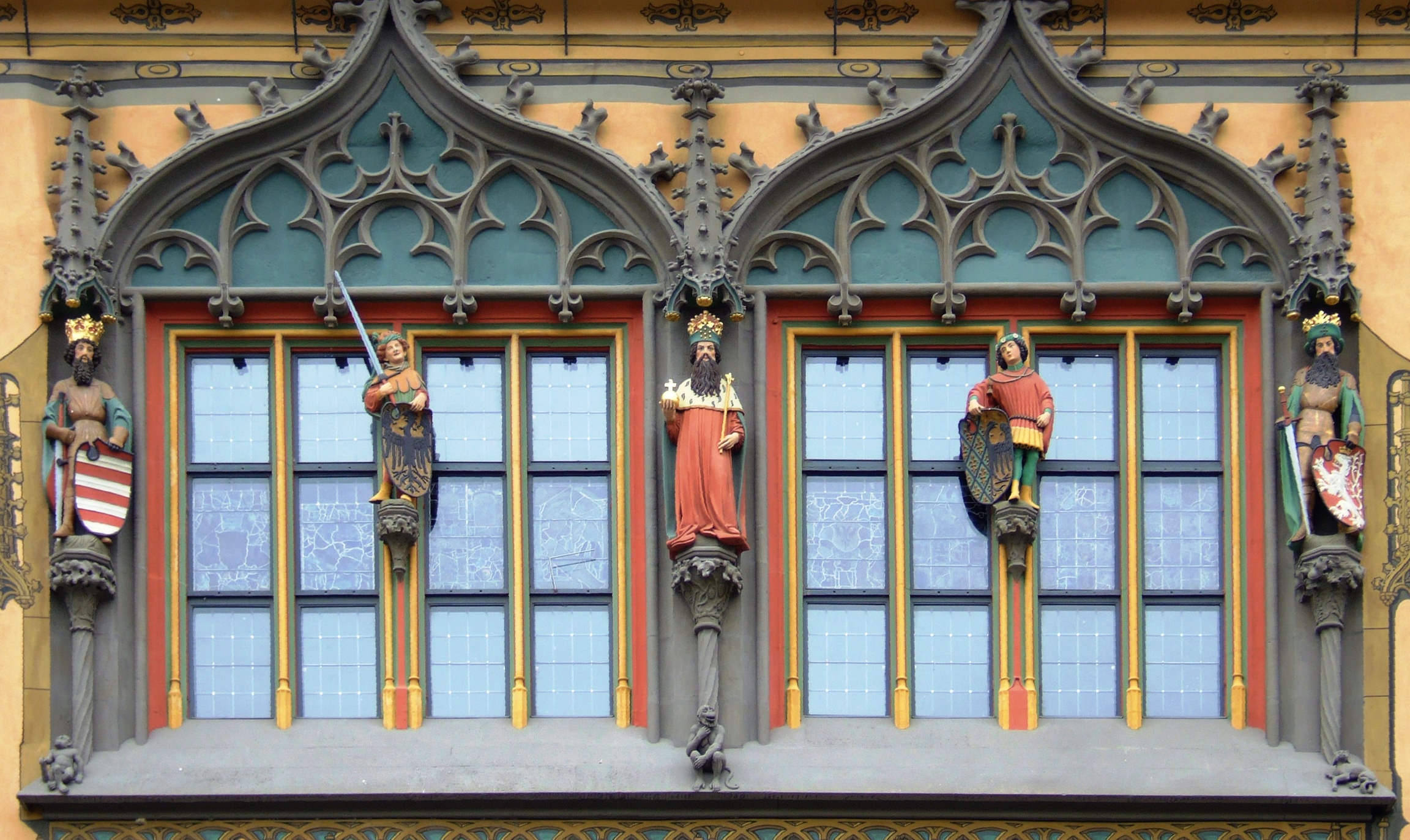
Finestra imperial al costat est de l'ajuntament amb figures de Hans Multscher

L'any 1370 es va ampliar l'ala est actual de l'ajuntament d'Ulm. S'hi va afegir el que en aquella època també es coneixia com els "nous grans magatzems". – Hi havia un 8 a la seva planta baixa m alt sala de vendes de carnisseria. Actualment encara existeix una porta d'arc apuntat associada al costat sud. L'any 1383 l'edifici també s'anomenava “palau de justícia” perquè ara disposava d'un campament obert al nord a la planta baixa, on es reunia públicament el pati inferior . Des de l'any 1395 a tot tardar, el Consell d'Ulm també disposava d'una sala de consells a l'edifici, que ara s'anomenava "Ajuntament" el 1419.
Figures de la sala del consell i de l'ajuntament
Una mica més tard es va construir un gran saló del consell sobre els grans magatzems de tres naus i els fronts sud i est de l'edifici davant del consistori es van decorar cap al 1425 i al voltant del 1427 al 1434 amb sis figures (façana sud) i cinc figures del gòtic tardà dins d'una magnífica finestra. La preciosa finestra del costat est està coronada per un marc d'arc de quilla, les figures del costat sud per estructures de pestanyes . Mentre que les cinc primeres escultures dels sis electors de la finestra sud de l'ajuntament provenen del taller del mestre Hartmann, les figures de la finestra est són obres de Hans Multscher . La figura de l'emperador es representa com a Carlemany, ja que el rei Segimon no va ser emperador fins al 1433. Carlemany està flanquejat per dos escuders. Segimon va ser coronat emperador a Roma el 31 de maig de 1433. El programa d'imatge pretenia subratllar l'estatus d'Ulm com a ciutat imperial. Com a molt tard a l'estiu de 1434, l'emperador Segimon es va veure pintat dues vegades a la magnífica finestra, com a rei d'Hongria i com a rei de Bohèmia. La figura del rei de Bohèmia es considera un cripto-retrat del governant perquè, com Segimon, té un nas distintivament corbat. Es va trobar una finestra tapiada al palau residencial de Segimon a Bratislawa que correspon exactament a la traceria de la finestra d'Ulm oriental. Es creu que a Segimon li va agradar tant la finestra que va manar fer-ne una còpia a Bratislawa. Els originals de les figures de l'ajuntament es troben al Museu d'Ulm . Des de la reforma de l'ajuntament de l'any 1899 fins al 1905, davant les finestres s'han fet còpies en la versió original de color, mentre que la pintura dels originalss'ha deteriorat en bona part

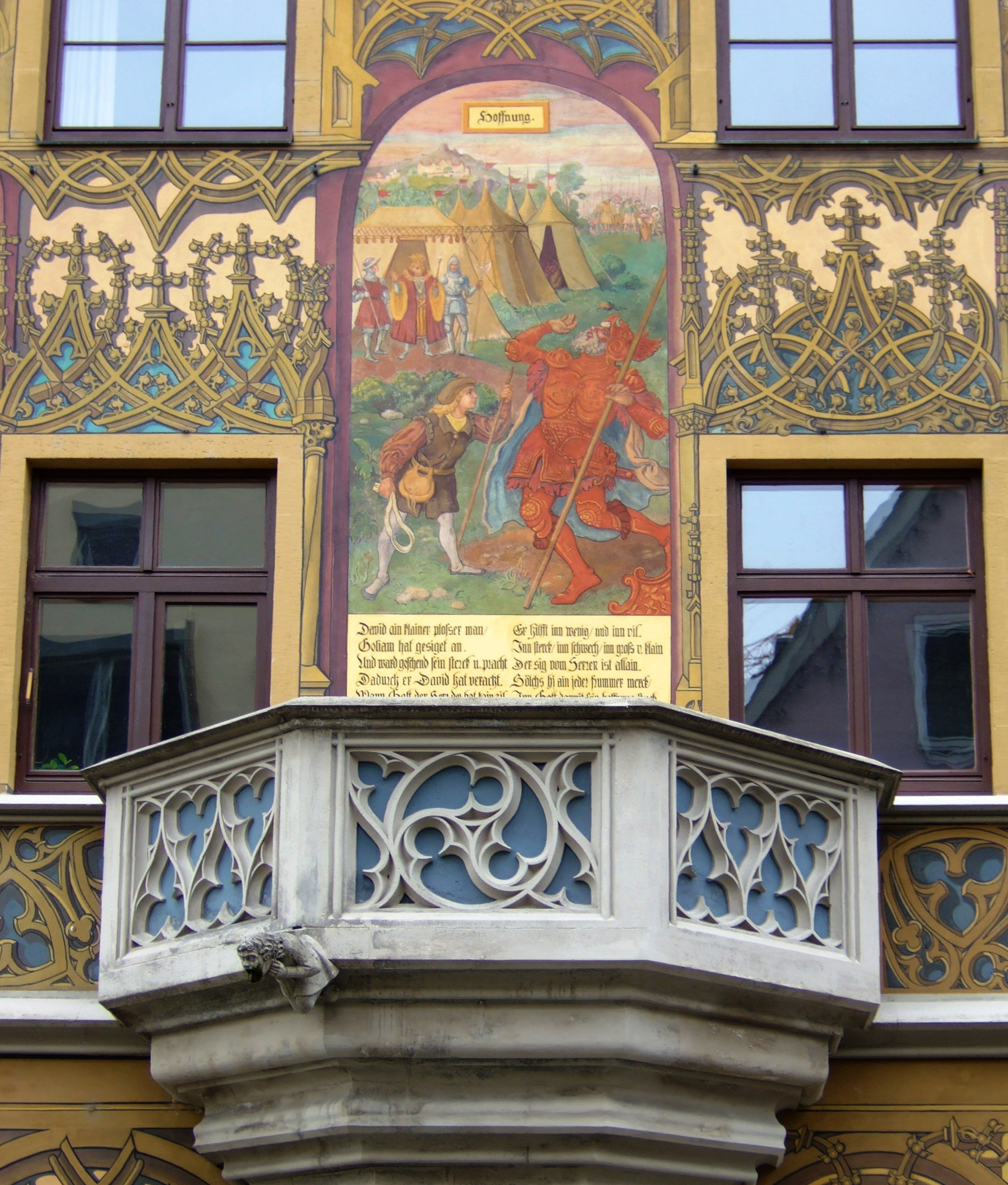
Púlpit de l'Anunciació al costat est

Al costat est, també hi ha des de 1473, és a dir, des de que fou emperador Friedrich III, un balcó d'homenatge des del qual l'emperador o els seus representants rebien homenatge. Des d'allà també es llegien les sentències de mort, motiu pel qual també se l'anomena "púlpit de l'anunciació. es va afegir El balcó el 1539 i es va redissenyar el 1604.

### Roth'sches Haus
Quan s'estava construint el (nou) gran magatzem, s'havia comprat una casa amb entramat de fusta més antiga ("Roth'sches Haus") a l'oest del complex. Aquesta casa va ser reconstruïda cap al 1480 i adaptada a l'edifici principal, però cap al 1900 va ser totalment enderrocada i substituïda.

### Redisseny del segle XVI
En la 4ª dècada del segle XVI es van dur a terme grans reformes, durant les quals l'ala nord (és a dir, la roba original o els grans magatzems) va ser enderrocada i l'edifici transversal nord (amb arcades de columnes) va ser completament renovat pel mestre d'obres Hans Michel. De l'edifici nord original (Gewandhaus), només van quedar les voltes del celler, que van ser utilitzades com a presó durant molt de temps. L'ala de llevant va rebre la seva forma actual amb columnes de filigrana i bigues fetes de terracota, i també es va modificar la torreta existent a l'angle sud-est.

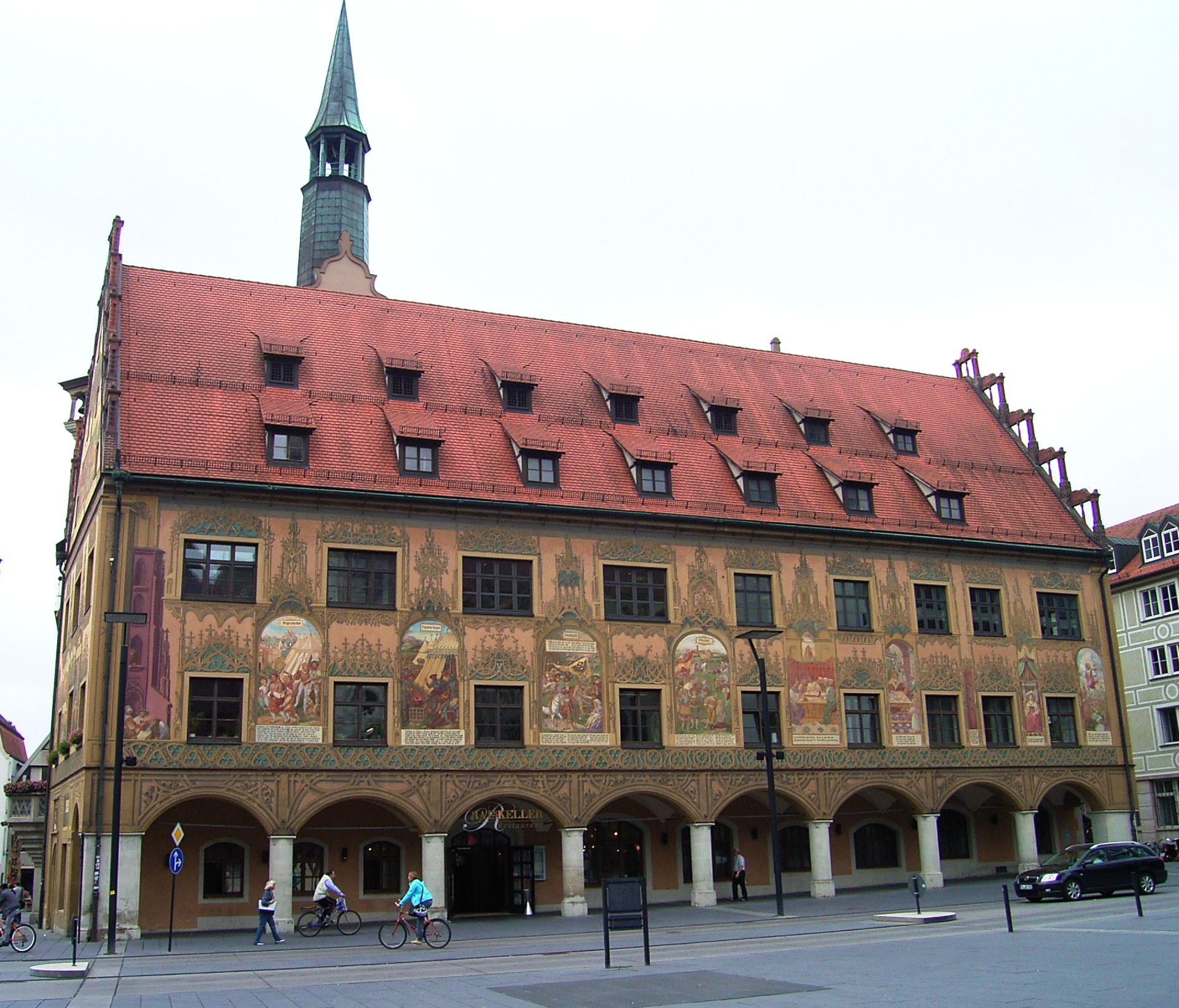
Ajuntament des del nord, frescos de Martin Schaffner

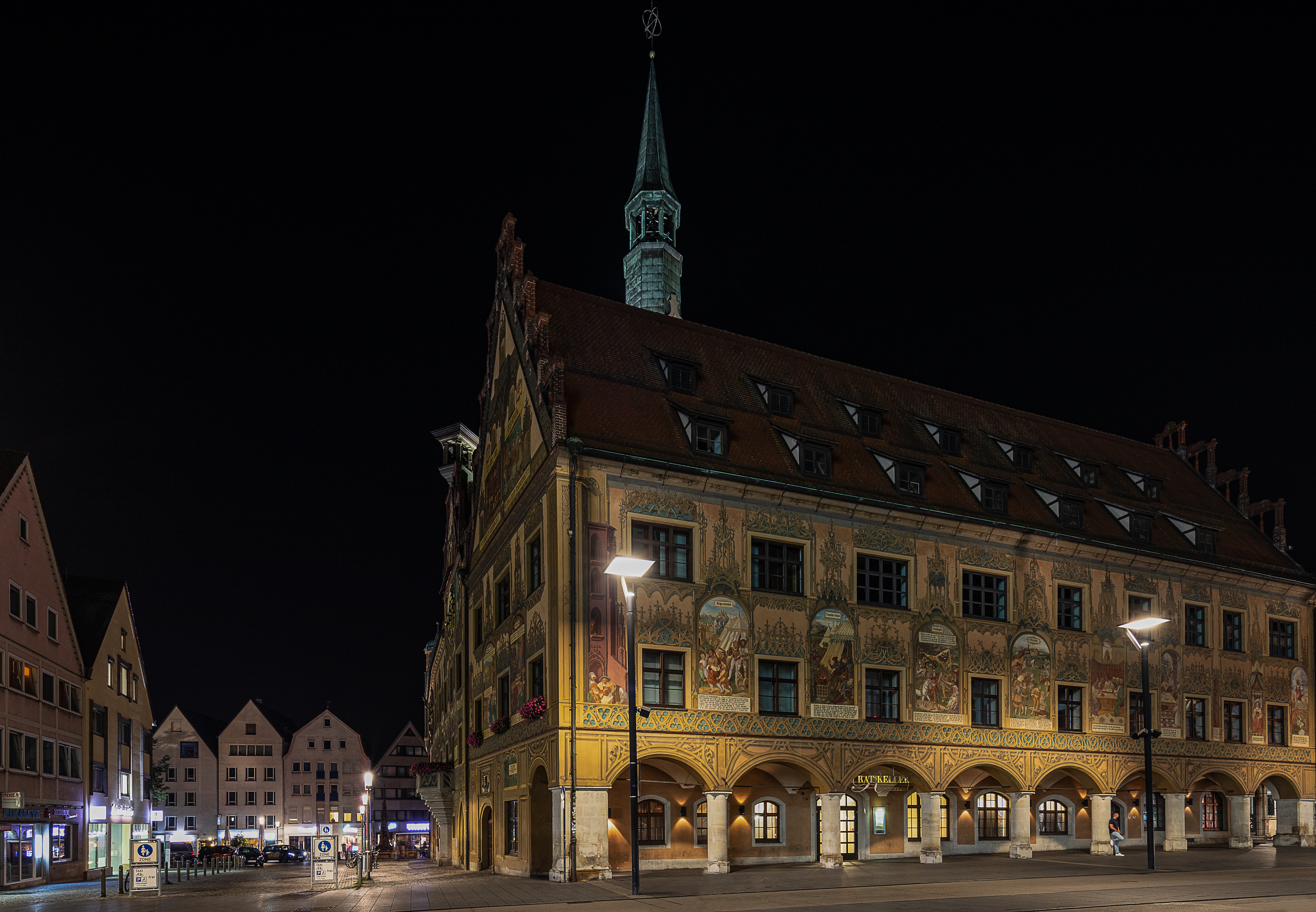
Costat nord de nit

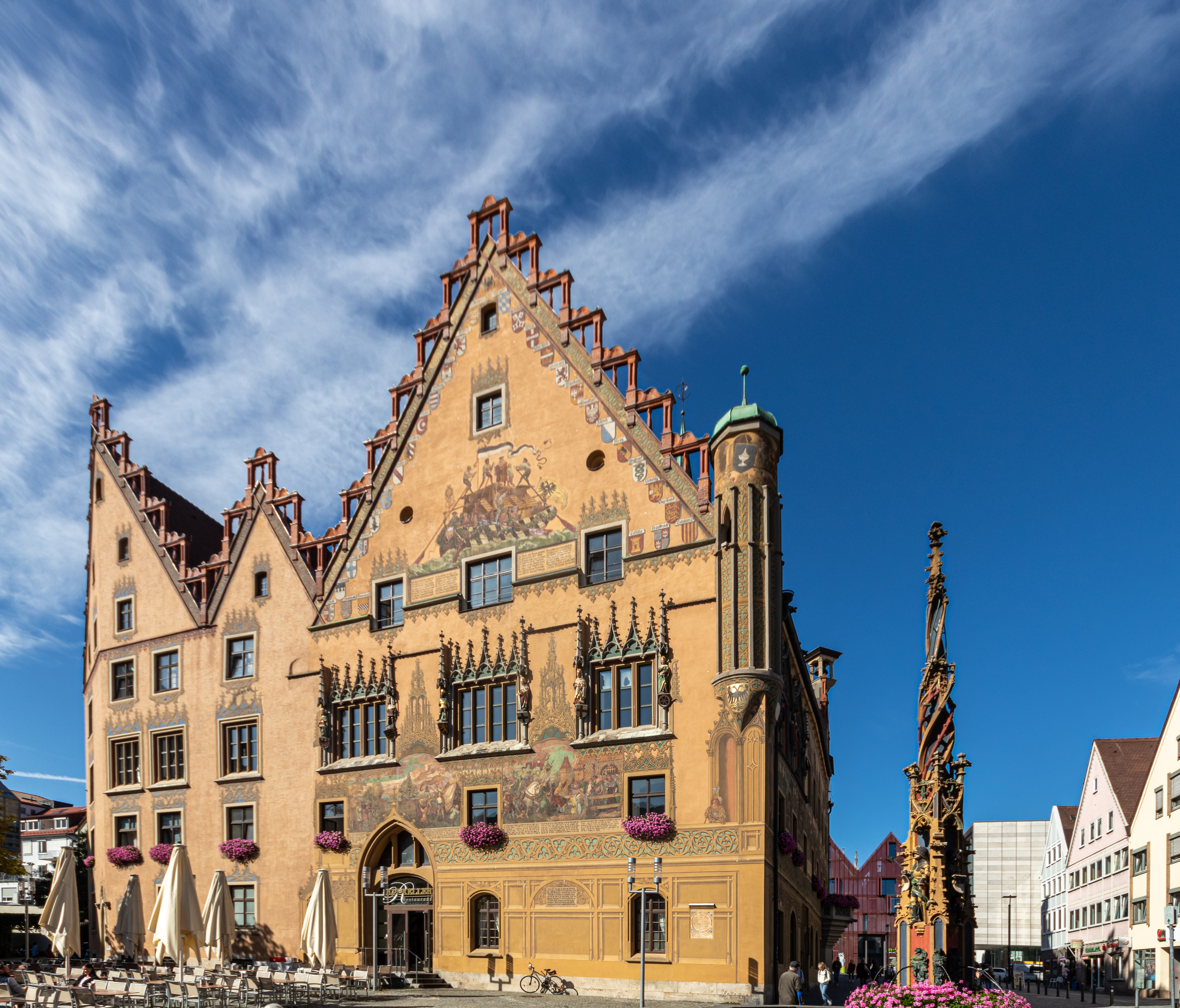
Ajuntament des del sud

El 1540 es va acabar la pintura de la façana als costats nord i est, atribuïda a Martin Schaffner . Es considera el cicle més gran de pintures murals del segle XVI a Alemanya. La façana est, està dedicada a tractar temes com "La saviesa divina", "Autoconeixement" i "Justícia". Es van presentar principalment utilitzant exemples bíblics. A la façana nord es poden trobar temes de llegendes romanes i gregues com "honor de la guerra", "audàcia masculina" i "obediència". L'atractiu implícit d'aquestes representacions anava dirigit principalment als governants estrangers que van arribar a Ulm. Schaffner va utilitzar imatges, especialment xilografies per a il·lustracions de llibres, que provenien d'artistes del Renaixement d'Augsburg (inclosos a. Hans Schäufelin). Entre 1576 i 1578 l'antic edifici de l'ajuntament es va redissenyar encara més. El que va destacar va ser el rellotge astronòmic, que va ser fabricat l'any 1520 i reparat i perfeccionat pel rellotger d'Estrasburg Isaak Habrecht. S'utilitzava per a la representació i mostrava la posició dels cossos celestes. La seva mecànica va ser destruïda a la Segona Guerra Mundial i renovada el 1952.

### Reforma cap al 1900
Del 1898 al 1905, l'ajuntament d'Ulm, parcialment en ruïna, va ser àmpliament renovat i parcialment redissenyat, tot i que nombroses veus eren partidàries d'abandonar l'edifici i construir-ne un de nou en un altre lloc. La casa Roth va ser enderrocada i substituïda per un nou edifici que s'integrava millor amb el conjunt. L'any 1903, la part de l'edifici del nord-oest també va rebre una escala exterior. La pintura de la façana, que s'havia esvaït considerablement, va ser restaurada o reconstruïda a partir de models antics i es va restaurar el balcó de l'homenatge, però després de la incorporació d'Ulm a Württemberg el 1810, es va retirar a instàncies del rei de Württemberg com a signe de l'autonomia de la ciutat imperial. Finalment, es va reparar el rellotge astronòmic.
La pintura original de la façana sud no es va poder conservar. S'hi van tornar a posar pintures murals de temàtica històrica fins al 1905 format un caixó triangular, amb els escuts de les ciutats i països amb els quals Ulm tenia relacions comercials alineats a la vora de la cornisa. A la zona baixa, es representa el retorn del poble victoriós d'Ulm al retorn del saqueig del campament de l'emperador Carles IV el 1376.

### A partir de la Segona Guerra Mundial

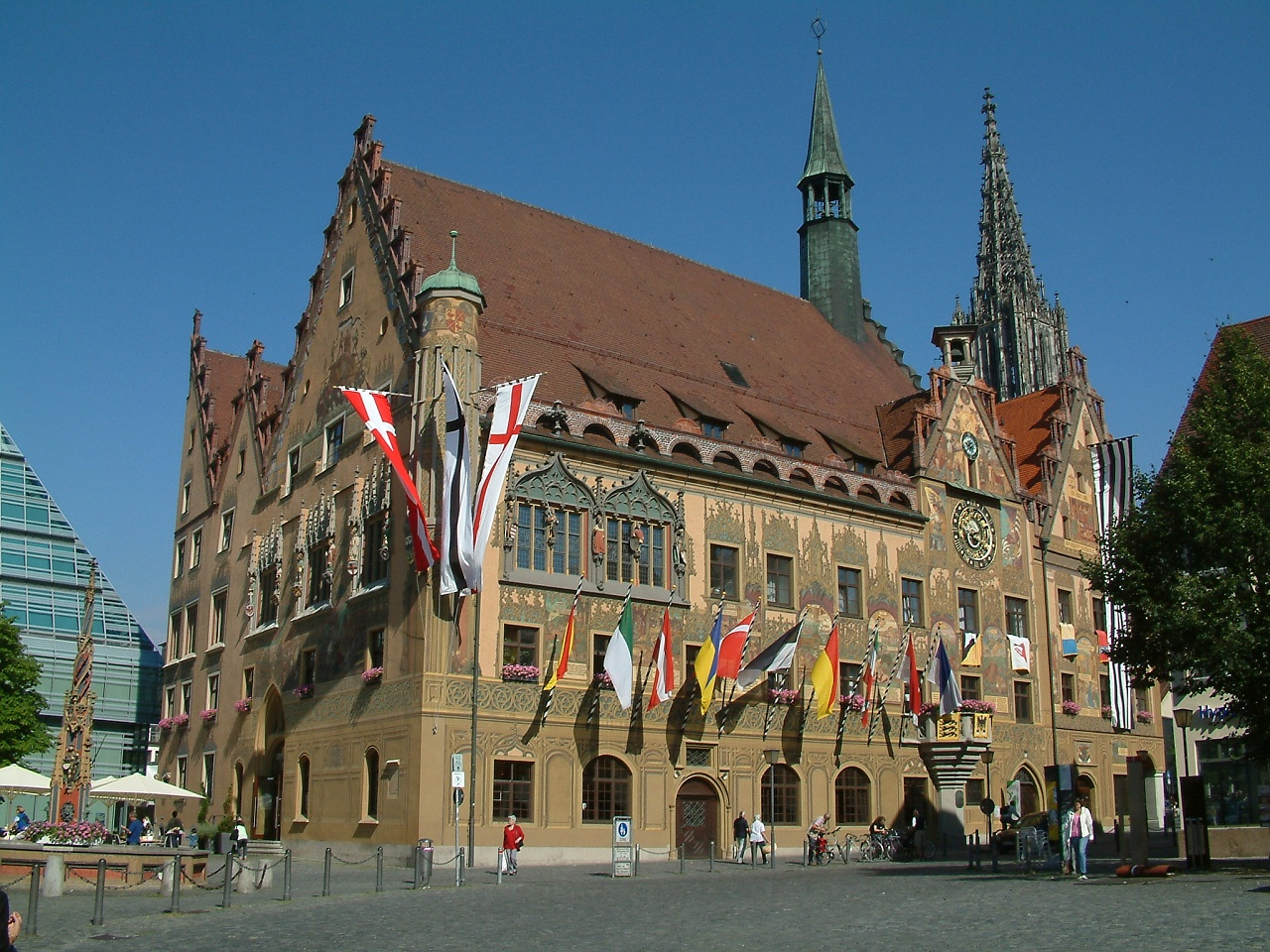
Rathaus d'Ulm des del sud-est (amb banderes festives amb motiu del Dilluns del Jurament)

Durant un fort atac aeri a Ulm el 17 de desembre de 1944, l'interior de l'ajuntament d'Ulm va ser en gran part destruït. Tanmateix, la forma exterior i les pintures murals de la façana exterior es van mantenir en gran part intactes, igual que les estances adovellades de les plantes inferiors. Una porta del vestíbul prèviament retirada per Jörg Syrlin el Vell.<span typeof="mw:Entity" id="mwVA">&nbsp;</span>J. de 1509 es va conservar (actualment es troba al Museu d'Ulm). Segurament aquesta és la porta de la sala del consell. Després de la Segona Guerra Mundial, les parts de l'edifici es van dotar inicialment de cobertes d'emergència. A partir de 1951, les oficines més importants de la ciutat i l'alcalde van poder tornar a traslladar-se a l'ajuntament. Les pintures murals de l'ajuntament d'Ulm es van reparar a finals dels anys 50 i el 1973.
Des del 1987 fins al 1989 es va fer una altra gran reforma a l'interior. Entre altres coses, - a més de la sala del consell (ara petita) al sud-est – una segona gran sala del consell instal·lada a l'ala nord.

## Rellotge astronòmic

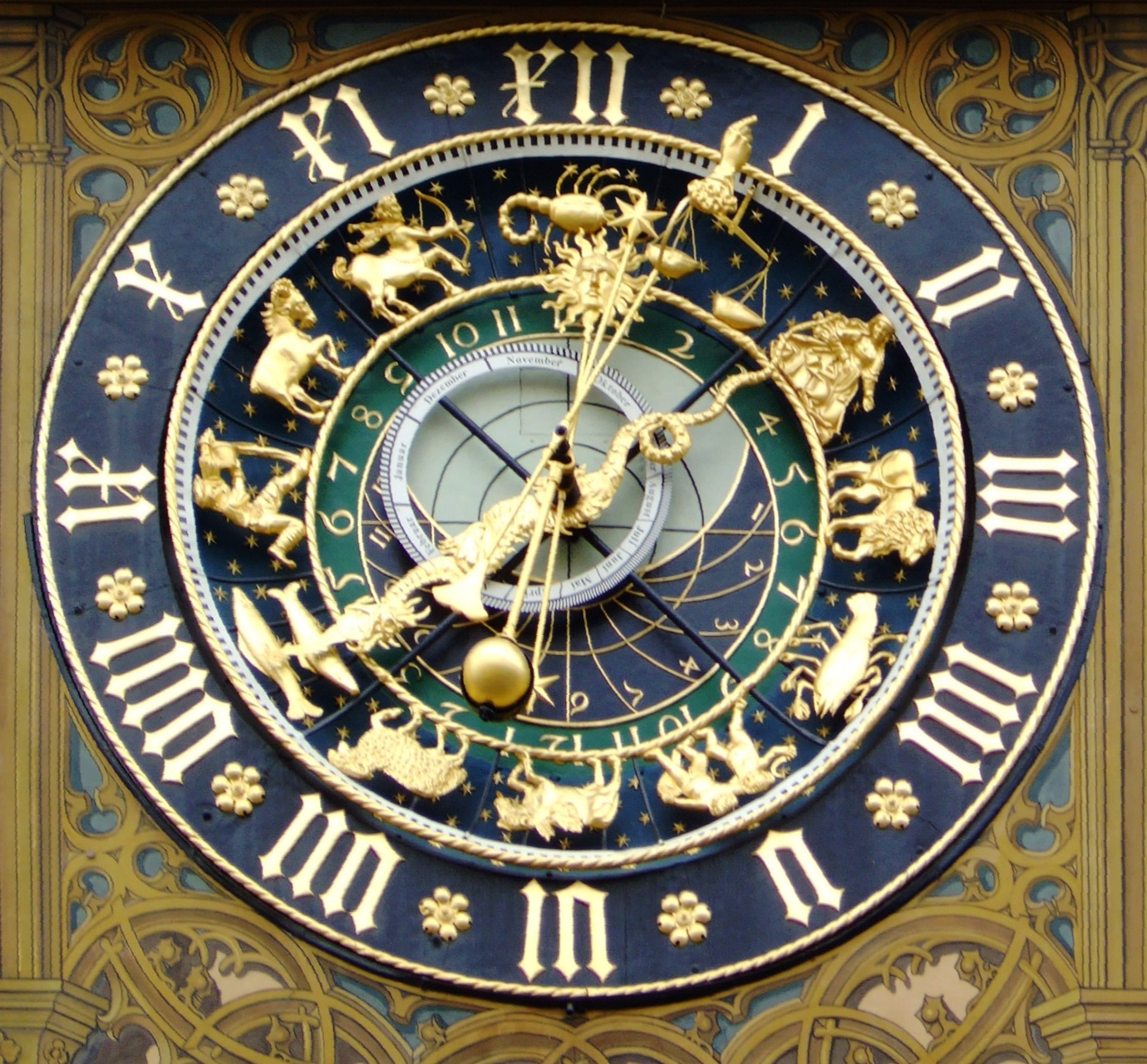
Rellotge astrolabi a Ulm (ajuntament), projecció nord, en sentit horari (zodíac mirall)

El Rellotge Astronòmic de l'Ajuntament d'Ulm és una obra mestra de la rellotgeria històrica. Va ser construït el 1581 pel principal mestre rellotger de l'època Isaak Habrecht d'Estrasburg. Els dibuixos dels signes del zodíac, la cara del rellotge i les màquines d'anell són molt detallats. Impressiona per la quantitat d'informació que pot proporcionar, almenys quinze, entre dates i esdeveniments.
El rellotge astronòmic d'Ulm es va instal·lar al front oriental de l'ajuntament d'Ulm cap al 1520 i va ser revisat per Isaak Habrecht el 1581.
El desembre de 1944 el rellotge va ser destruït en un fort atac aeri a Ulm. Només quedava el dial amb l'anell del zodíac i les agulles. Una renovació completa va tenir lloc entre 1949 i 1952.
La part interior del rellotge astrolabi d'Ulm és un rellotge astrolabi amb la característica especial que també adopta la projecció del nord que és habitual amb els astrolabis. Per tal d'obtenir un rellotge amb el sentit habitual de les agulles del rellotge, es va reflectir el resultat de la projecció, de manera que la direcció del moviment del zodíac també es va invertir en comparació amb la realitat. El que queda és la mida de la imatge dels tròpics resultant d'una projecció del nord: tròpic petit de Càncer i tròpic gran de Capricorn.

## Tabulae Rudolphinae

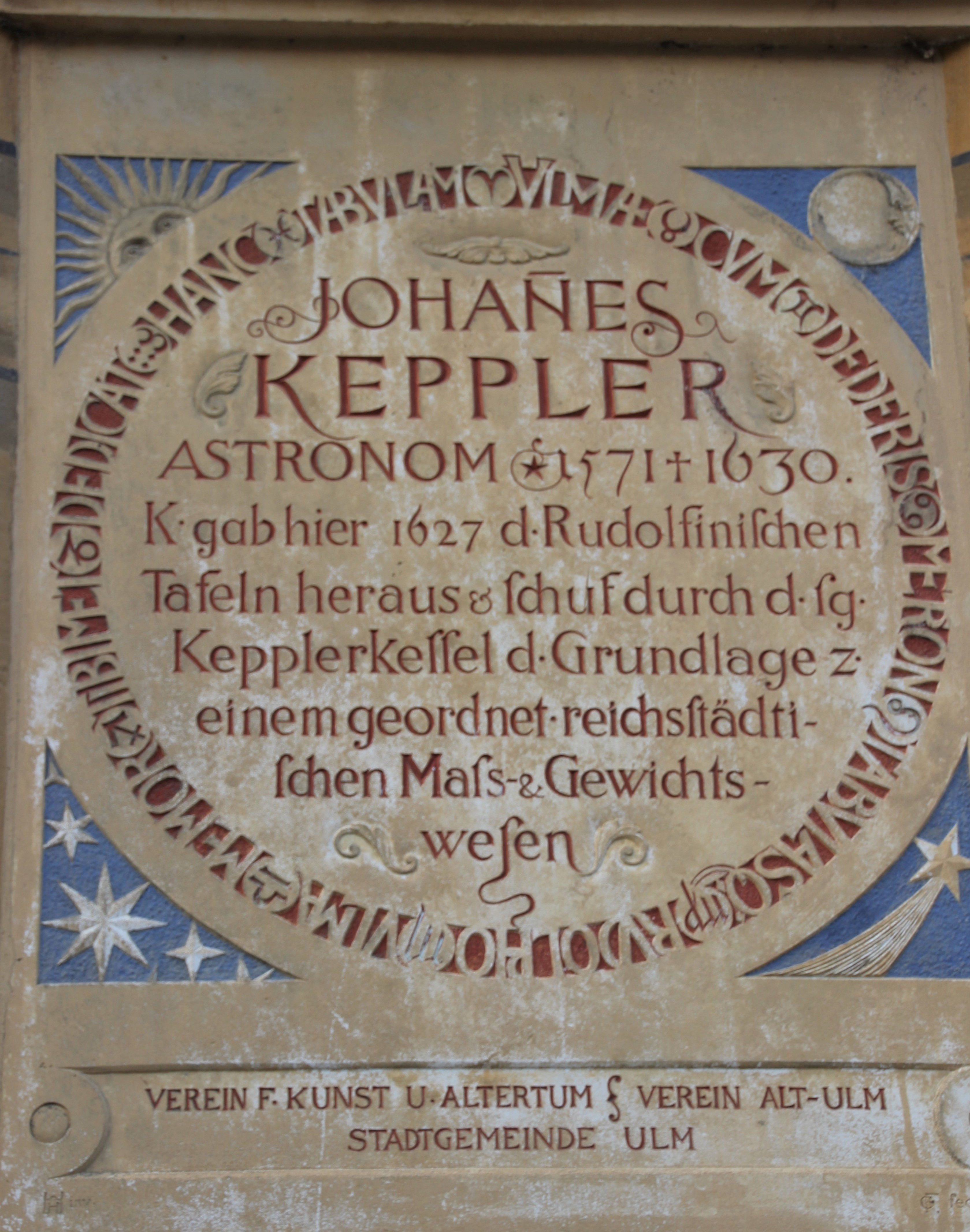
Placa commemorativa de Kepler amb referències a la vida, l'obra i l'obra de Kepler a Ulm amb símbols intercanviats al zodíac

El 1913, es va col·locar una placa commemorativa a l'angle sud-est de l'ajuntament en memòria de l'astrònom i matemàtic Johannes Kepler, que va fer imprimir les Tabulae Rudolphinae a Ulm el 1626-1627 i va dissenyar el Calder d'Ulm (o Calder de Kepler) en nom del Consell d'Ulm. combinat Estàndard per a les cinc mesures més importants d'Ulm del moment: pes, longitud i volum, en forma d'un gran recipient de llautó. Les Tabulae Rudolphinae contenen un misteri que encara no s'ha resolt.

## Einstein nascut a Ulm
Tot i que Albert Einsten va néixer a Ulm, però només hi va viure 15 mesos, el Centre d'Educació d'Adults d'Ulm , que va ser el centre intel·lectual i democràtic d'Ulm en les dècades de postguerra fou anomenat EinsteinHaus en honor seu, i en el saó té la famosa fotografia d'Albert Einstein traient la llengua. La mateixa imatge esculpida escultòricament, es pot trobar a una estatua de bronze a la font d'Einstein als terrenys de Zeughaus feta per l'artista Jürgen Goertz d'Angelbachtal.

## Divers
Una rèplica de l'ala delta d'Albrecht Ludwig Berblinger, que va passar a ser conegut com el Schneider von Ulm, s'exhibeix ara a l'atri de l'ajuntament. Va ser un dels primers pioners del pla. A l'escala exterior de la façana oest, un relleu de pedra mostra el sastre d'Ulm.
A la (petita) sala del consell d'Ulm, s'han conservat a la finestra de llevant vidres de la ciutat d'Ulm, de patricis i de gremials de l'any 1600, inclòs un rellotge de sol de vidre que probablement es remunta a l'època del redisseny cap al 1540. .
A la plaça al sud-est de l'ajuntament hi ha una font de Jörg Syrlin el Vell. Ä. del 1482. En aquesta anomenada caixa de peix, els dies de mercat s'alliberaven els peixos en contenidors i es posaven a la venda. Els tres homes armats amb armadura s'han de veure com un senyal cap al sud-est, és a dir, Baviera, de la que la gent d'Ulm és capaç de defensar-se. El Südosterker de l'ajuntament, originàriament, tenia merlets defensius. A part d'això, al segle XIX hi havia una font no lluny de l'ajuntament, que tenia un petit enganxament decoratiu metàl·lic amb una figura central.